# ダイヤモンド映像
ダイヤモンド映像株式会社（ダイヤモンドえいぞう）は、1988年から1992年にかけて活動した日本のアダルトビデオメーカーである。

## 沿革
クリスタル映像の監督だった村西とおるが独立して興したアダルトビデオメーカー。『東郷映像』という会社を買収し商号変更（1988年9月）する形で設立された。村西は実質的な経営者であったが、代表取締役には就任していない。
会社設立直前に、村西がクリスタル時代の児童福祉法違反容疑で逮捕されて制作活動を自粛。この間は別の監督によって撮影された作品がリリースされたが、売り上げが低迷した。しかし、村西の復帰と、1989年に巨乳AV女優・松坂季実子の作品が大ヒットしてから上昇気流に乗る。日比野正明、ターザン八木といったクリスタル時代からのスタッフに加え、豊田薫、伊勢鱗太朗、小路谷秀樹、清水大敬など、実力派のAV監督を次々スカウトして制作態勢を強化。さらに桜樹ルイや卑弥呼、田中露央沙といったトップクラスのAV女優をキャスティングし、ヒット作を連発した。
ビックマン、裸の王様などの関連会社を抱え、1990年にはダイヤモンドグループ全体でAV業界の販売シェアの15％を占めるに至った。さらに、日本ビデオ映画のブランドで一般作品（非アダルトのオリジナルビデオ映画）にも進出した。
1990年12月には衛星放送事業に進出しようとして関連会社のダイヤモンド衛星通信を設立。しかし同社に対する過大な投資が経営の足を引っ張る形となり、折からのAV不況などの要因も加わって、1991年半ばには業績の悪化が顕著になった。同年12月には東京地方裁判所に和議を申請するに至ったが、この事実をもって共同通信が1992年2月、「ダイヤモンド映像が事実上倒産」と報道。ダイヤモンド側は「（倒産は）事実無根」との声明を出したものの、報道が決定打となり再建が暗礁に乗り上げてしまう。
事態を打開するため、同年4月、関連会社のパワースポーツ企画販売をダイヤモンド・エンターテイメントと改称、事業の主軸を同社に移行させたが、同年11月、ダイヤモンド映像が銀行取引停止処分となり倒産、全ての制作・営業拠点を差し押さえられたことから、ダイヤモンド・エンターテイメントも活動停止に至っている。
倒産時点でダイヤモンド映像自体の負債額は30億円だったが、関連会社の倒産などにより村西は45億～50億円とも言われる負債を背負ったとされる。

## エピソード
1989年11月にオウム真理教が起こした坂本堤弁護士一家殺害事件により、オウム真理教問題に取り組んでいた坂本堤弁護士ら家族3人が行方不明となった。これを受けて、事件の翌年には村西とおるはオウム真理教を追及するイベントを展開し、ダイヤモンド映像から麻原彰晃ソックリの麻羅魔少将なる人物を監督・男優とした『弁護士夫妻を知りませんか』(主演:多岐川裕子、ビックマン、BIC-106)というAVを発売した。村西とおるによれば、メディアに共闘を呼び掛けたが「オウムに名誉棄損で訴えられる」と逃げられたとのこと。

## 主要レーベル（関連会社のレーベル含む）
- 「ダイヤモンド映像」期
  - ダイヤモンド映像
  - ビックマン（BIG MAN）
  - 裸の王様
  - ヴィーナス（VENUS）
  - パワースポーツ
  - 日本ビデオ映画（JVM）
  - ビックワークス

- 「ダイヤモンド・エンターテイメント」期
  - ダイナマイト（DYNAMITE）
  - デビュー（DEBUT）
  - マドンナ（MADONNA）
  - プレイガール （PLAY GIRL）

## 出演女優
- 浅井理恵
- 小鳩美愛
- 桜樹ルイ
- 沙羅樹
- 篠原さゆり
- 高倉真理子
- 田中露央沙
- 野坂なつみ
- 卑弥呼
- 藤小雪
- 松坂季実子
- 多岐川裕子

など